# Waltham (Massachusetts)
Waltham (wymowa: /ˈwɔːlθæm/) – miasto w Stanach Zjednoczonych, w hrabstwie Middlesex, stanu Massachusetts, w zespole miejskim Bostonu.
Waltham po raz pierwszy zostało zasiedlone w 1634 jako część Watertown, a jako odrębne miasto w 1738 roku.
W mieście rozwinął się przemysł precyzyjny, elektrotechniczny, elektroniczny, optyczny oraz metalowy.

## Szkolnictwo
Waltham jest miejscem dla:
- Bentley University
- Brandeis University
- Center for Digital Imaging Arts przy Boston University

## Strefy miejskie
- Angleside
- Banks Square
- The Bleachery
- Cedarwood
- The Chemistry
- Gardencrest
- The Highlands
- The Island (dawniej Morse Meadow Island)
- Kendal Green
- Lakeview
- The Lanes
- Northeast
- The North Side
- Piety Corner
- Pigeon Hill
- Ravenswood
- Robert's
- Rock Alley
- The South Side
- Warrendale